# جعفر اکسپرس
جعفر اکسپرس (Urdu: جعفر ایکسپریس) یک قطار مسافربری است که روزانه توسط راه‌آهن پاکستان بین کویته و پیشاور فعالیت می‌کند. این سفر تقریباً ۳۴ ساعت و ۱۰ دقیقه طول می‌کشد تا مسافت منتشر شده ۱٬۶۳۲ کیلومتر (۱٬۰۱۴ مایل) را طی کند و در طول بخشی از خط آهن روهری-چمن و خط آهن کراچی-پیشاور حرکت می‌کند.

## تاریخچه
جعفر اکسپرس به نام میرجعفر خان جمالی نامگذاری شده است، که یک رهبر قبیله‌ای برجسته بلوچ، عضو فعال جنبش پاکستان و دوست نزدیک محمد علی جناح بود. او دایی نخست‌وزیر سابق، ظفرالله خان جمالی بود. این قطار در تاریخ ۱۶ آوریل ۲۰۰۳ توسط نخست‌وزیر ظفرالله خان جمالی با واگن‌های چینی افتتاح شد. ابتدا جعفر اکسپرس بین کویته و راولپندی حرکت می‌کرد. در آوریل ۲۰۱۷، خط این قطار تا پیشاور توسعه یافت.

### ربایش ۲۰۲۵
در تاریخ ۱۱ مارس ۲۰۲۵، این قطار که از کویته به پیشاور در حال حرکت بود، توسط ارتش آزادی‌بخش بلوچستان (BLA) ربوده شد و بیش از ۴۴۰ نفر به گروگان گرفته شدند. BLA ادعا می‌کند که بیش از ۳۰ نفر از پرسنل ارتش پاکستان را کشته است. در تاریخ ۱۲ مارس، نیروهای امنیتی همه مسافران و پرسنل امنیتی را از دست ارتش آزادی‌بخش بلوچستان نجات دادند. ارتش پاکستان مرگ همه ۳۳ شبه‌نظامی BLA و همچنین ۲۱ مسافر، ۴ سرباز و راننده قطار را تأیید کرد.

## مسیر
- کویته-تقاطع روهری از طریق خط راه‌آهن روهری - چمن
- تقاطع روهری-کانتون پیشاور از طریق خط راه‌آهن کراچی-پیشاور

## تجهیزات
این قطار دارای کلاس‌های مختلفی از جمله کلاس اقتصادی، AC استاندارد، AC بیزنس و AC خوابیده است.